# Théorie d'Einstein-Cartan
En physique théorique, la théorie d'Einstein-Cartan, également connue sous le nom de théorie d'Einstein-Cartan-Sciama-Kibble, est une théorie classique (c'est-à-dire ne tenant pas compte de la physique quantique) de la gravitation, similaire à la relativité générale. La théorie a été proposée par Élie Cartan en 1922 et détaillée dans les années suivantes. Elle a été renouvelée entre les années 1960-1976 par Dennis Sciama et Tom Kibble, et est toujours un sujet de recherche au début du XXIe siècle.

## Aperçu
Construite sur le modèle de la relativité générale, cette théorie admet de plus l'hypothèse selon laquelle la connexion affine a une partie antisymétrique non-nulle (donc un tenseur de torsion non-nul), de sorte que la courbure de l'espace-temps est non seulement couplée à l'énergie de masse et la quantité de mouvement de la matière, mais aussi à son moment angulaire et son spin. Le spin de la matière dans l'espace-temps courbe est ainsi une des variables de son lagrangien. De ce fait, c'est une théorie non métrique de la gravitation.
En ce qui concerne les tenseurs métriques et de torsion comme variables indépendantes, elle donne une généralisation de la loi de conservation pour le moment angulaire total (orbital plus intrinsèque) en présence du champ gravitationnel.

## Histoire
Dennis Sciama et Tom Kibble ont indépendamment revu la théorie dans les années 1960, et une autre révision importante a été publiée en 1976.
La théorie d'Einstein-Cartan a été historiquement éclipsée par la relativité générale et d'autres alternatives comme la théorie de Brans et Dicke parce que la torsion ne semble pas ajouter de bénéfice prédictif alors que ses équations sont plus complexes. La théorie d'Einstein-Cartan est purement classique, elle n'aborde pas le problème de la gravitation quantique. L'équation de Dirac y est non linéaire et donc le principe de superposition utilisé dans les techniques de quantification habituelles ne fonctionne pas. Récemment, l'intérêt pour cette théorie a été poussé vers des implications cosmologiques, la plus importante étant l'évitement d'une singularité gravitationnelle au début de l'univers,. La théorie est considérée avec intérêt et reste un sujet actif dans la communauté de la physique au début du XXIe siècle.